# Ivy Lebelle
Ivy Lebelle (Los Ángeles, California; 15 de junio de 1987) es una actriz pornográfica y modelo erótica estadounidense.

## Biografía
Nació y se crio en Los Ángeles, en una familia, por parte de padre, de ascendencia italiana. Siendo adolescente se mudó a las afueras de Studio City. Fue educada como católica y recibió una educación conservadora. A los 19 años comenzó como maquilladora profesional, profesión que alternó con el de bailarina y ocasional modelo erótica.
Gracias a su trabajo como maquilladora entró en la industria pornográfica trabajando en los sets de las películas. Fue ahí donde comenzó a interesarse por el trabajo de actriz porno y acabó entrando, debutando en febrero de 2017, a los 30 años de edad, grabando su primera escena para Amateur Allure. Después de un tiempo como agente libre, fue contratada por Splieger Girls.
Al igual que otras tantas actrices que comenzaron con más de treinta años en la industria, por su físico, edad y atributos, fue etiquetada como una actriz MILF.
Como actriz ha trabajado para productoras como Wicked, Pure Taboo, Evil Angel, Jules Jordan Video, Hard X, Elegant Angel, Burning Angel, Kink.com, Brazzers, Deeper, Pure Play Media, 3rd Degree, Naughty America o Filly Films, entre otras.
En 2018 recibió su primera nominación en los Premios XBIZ, en la categoría de Mejor escena de sexo en película tabú por My Stepsister and I Share Cock. Ese mismo año grabó su primera escena de sexo anal en Big Wet Asses 2.
En 2019 fue nominada en los Premios XBIZ a Mejor actriz revelación.
Ha aparecido en más de 430 películas como actriz.
Otras películas de su filmografía son Anal Interviews 3, Battle of the Asses 7, Big Boob Anal Babes, Curves For Days 2, Fill Me Up! 2, Lesbian Anal Sex Play, Open My Ass 2, Platinum Pussy 3, Raw 31 o Wife Swap Orgy.

## Premios y nominaciones
| Año  | Ceremonia    | Resultado | Premio                                        | Trabajo                              |
| ---- | ------------ | --------- | --------------------------------------------- | ------------------------------------ |
| 2018 | Inked Awards | Nominada  | Estrella del año                              | —                                    |
| 2018 | Premios XBIZ | Nominada  | Mejor escena de sexo en película tabú         | My Stepsister and I Share Cock       |
| 2019 | Premios AVN  | Nominada  | Mejor actriz de reparto                       | I Know Who You Fucked Last Halloween |
| 2019 | Premios AVN  | Nominada  | Premio fan: Mejores pechos                    | —                                    |
| 2019 | Premios XBIZ | Nominada  | Mejor actriz revelación                       | —                                    |
| 2020 | Premios AVN  | Nominada  | Mejor escena de blowbang                      | Facialized 6                         |
| 2020 | Premios AVN  | Nominada  | Mejor escena de sexo lésbico en grupo         | Lesbian DP 2                         |
| 2020 | Premios AVN  | Ganadora  | Mejor escena de trío M-H-M                    | Drive                                |
| 2020 | Premios XBIZ | Nominada  | Mejor escena de sexo en película lésbica      | Lesbian DP 2                         |
| 2020 | Premios XBIZ | Ganadora  | Mejor escena de sexo en película protagonista | Drive                                |
| 2020 | Premios XBIZ | Nominada  | Mejor escena de sexo en realidad virtual      | Unruly Submissive                    |
| 2021 | Premios XBIZ | Nominada  | Mejor escena de sexo en película gonzo        | Neurotic Nymphos                     |
| 2025 | Premios AVN  | Nominada  | Mejor escena de sexo en grupo                 | Ivy’s Room                           |
| 2025 | Premios XMA  | Nominada  | Mejor escena de sexo en película performance  | Ivy's Room                           |